# Nello Iorio
Nello Iorio, all'anagrafe Aniello Iorio (Pomigliano d'Arco, 9 agosto 1971), è un comico, cabarettista e attore italiano.

## Biografia
Mostra un'attitudine alla recitazione fin da giovanissimo, in particolare comica e in alcune occasioni ha ricoperto dei ruoli drammatici.
Ha iniziato a recitare nel 1989 e si è distinto ne L'avaro di Molière (gruppo Panta rei) e per alcuni anni ha continuato a formarsi nelle compagnie amatoriali cimentandosi in diversi personaggi fino ad approdare al lavoro Napoli milionaria! con la regia di Nello Mascia. Dal 1996 ha iniziato l'attività, di minore rilievo, di animatore nei villaggi turistici in tutt'Italia. Nel 1995 ha fondato un trio di cabaret con Gianluca Del Mastro e Salvatore De Falco conosciuto con il nome di "Terno Secco".
Nel 1997 ha partecipato alla seconda edizione del Seven Show come Tecnociccio.
Dal 1998 ha intrapreso l'attività come monologhista con uno spettacolo dal titolo "Grasso è bello".
Ha partecipato brevemente alla trasmissione televisiva Colorado in onda su Italia 1. Tuttora fa parte del cast dello show televisivo Made in Sud condotto da Stefano De Martino e Fatima Trotta, in cui interpreta la parte del nonno moderno, col suo famoso tormentone "Tutti trocati".

## Teatro
- 1995 – Napoli milionaria!
- 1998 – Grasso è bello! Ma fare una vita da grassi è pesante
- 1999 – Abbiamo fatto il giallo

## Filmografia

### Cinema
- Io, tu e tua sorella (1996)
- Parentesi tonde, regia di Michele Lunella (2006)
- Io non c'entro (2007)
- Reality, regia di Matteo Garrone (2012)
- Il principe abusivo, regia di Alessandro Siani (2013)

### Televisione
- 1997 – Seven Show
- 1999 – TeleGaribaldi
- 2003 – Si si è proprio lui
- 2003 – La squadra
- 2004 – La sai l'ultima?
- 2005 – Sabato Italiano
- 2009 – Made in Sud
- 2011 – Colorado
- 2012 - 2022 – Made in Sud
- 2018 – La linea verticale - serie TV (7º episodio)